# ISOCARP
ISOCARP (International Society of City and Regional Planners) ist ein nichtstaatlicher internationaler Verband der Fachplaner.
Er wurde 1965 gegründet und hat derzeit individuelle und institutionelle Mitglieder aus mehr als 80 Ländern. ISOCARP wird formal von der UNO und dem Europarat anerkannt und hat einen formellen Beraterstatus bei der UNESCO.
Im Jahr 2010 organisierte ISOCARP seinen 46. Kongress in Nairobi mit dem Thema "Nachhaltige Stadt, Developing World". An der Konferenz nahmen über 1.000 Teilnehmer aus über 80 Ländern teil.